# Deutsches Stadion

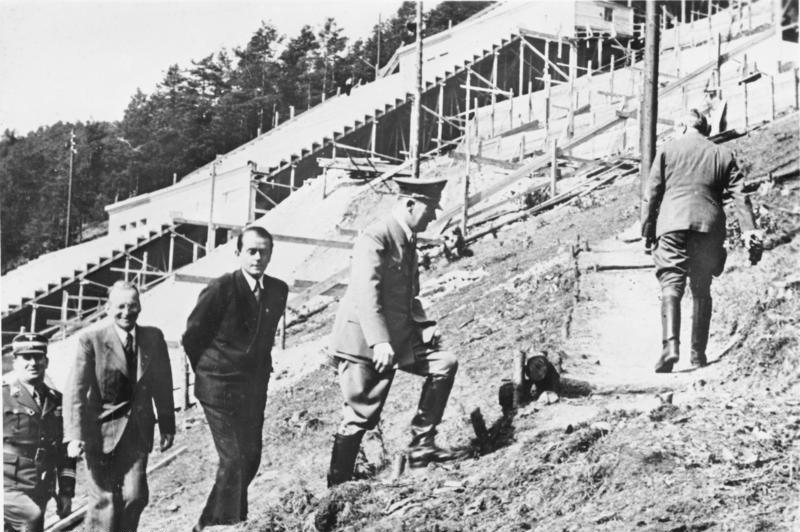
Hitler visitando o estádio.

O Deutsches Stadion ("Estádio Alemão") foi um estádio criado por Albert Speer, quando este era arquiteto chefe do Terceiro Reich. A construção começou em 1937, na cidade de Nuremberg e acomodaria cerca de 400.000 pessoas. Entretanto, como a maioria das obras do período nazista, esta não chegou a ser finalizada, pois sua construção foi interrompida após a Segunda Guerra Mundial.

## Livros
- Krier, Leon. Albert Speer Architecture. New York: Princeton Architectural Press, 1989. ISBN 2-87143-006-3.
- Lotz, Wolfgang. Das Deutsche Stadion Für Nürnberg 'Moderne Bauformen' . 1937.
- Scobie, Alexander. Hitler's State Architecture: The Impact of Classical Antiquity. University Park: Pennsylvania State University Press, 1990. ISBN 0-271-00691-9.
- Speer, Albert. Architektur. Arbeiten 1933-1942. Berlin: Propyläen, 1995. ISBN 3-549-05446-7.
- Speer, Albert. Erinnerungen.  Ullstein Buchverlage GmbH & Co. KG, 1996. ISBN 3-550-07616-9.
- Thies, Jochen. Architekt der Weltherrschaft. Die Endziele Hitlers. 1982. ISBN 3-7700-0425-6.
- Verspohl, Franz Joachim. Stadionbauten Von Der Antike Bis Zur Gegenwart: Regie U. Selbsterfahrung D. Massen, 1st Edition (Illustrated). Anabas-Verlag, 1976. ISBN 3-87038-043-8.